# یومی آداچی
یومی آداچی (انگلیسی: Yumi Adachi؛ زادهٔ ۱۴ سپتامبر ۱۹۸۱) یک هنرپیشه، مانکن، و خواننده اهل ژاپن است. 